# Нурдин Мухаммед Топ
Нурдин Мухаммед Топ (11 августа 1968 — 17 сентября 2009), также известный как Нурдин, Мок Топ, Мух Топ или Мат Топ (Mок Top, Muh Top, Mat Top) — индонезийский исламский террорист, член террористической группы «Джемаа Исламия», фактически самый разыскиваемый преступник Индонезии..
Родился в Клуанге, штат Джохор, Малайзия. Предполагается, что он финансировал организацию «Джемаа Исламия», а также производил взрывные устройства для этой организации. Затем покинул «Джемаа Исламия» и создал группу, известную как «Tanzim Qaedat al-Jihad». ФБР называет Топа «офицером, рекрутером, производителем взрывных устройств, и инструктором Джемаа Исламия».
Нурдин и Азахари Хусин совместно спланировали множество террористических актов, среди которых: Взрыв гостиницы Марриот в Джакарте, теракт у австралийского посольства, серия терактов на Бали, в 2005 году. Также, возможно, Нурдин Мухаммад помогал со снабжением взрывчаткой при подготовке к серии террористических актов на Бали в 2002 году..
Нурдин Мухаммед Топ был убит в ходе полицейского рейда в провинции Центральная Ява 17 сентября 2009 года.